# Charaki
Charaki (griechisch Χαράκι (n. sg.), auch Haraki) ist ein kleiner Küstenort an der Ostküste der griechischen Insel Rhodos. Verwaltungstechnisch zählt der Ort zu Malonas im Gemeindebezirk Archangelos.

## Lage
Der Ort Charaki liegt an einer nach Süden ausgerichteten halbkreisförmigen Bucht unterhalb der Burgruine Feraklos, die den Ort sowie den Doppelhafen der Bucht von Charaki im Süden und der Bucht von Agia Agathi im Norden dominiert. Vom 85 Meter hohen Felsen besteht Sichtkontakt zu anderen befestigten Orten, dem Hügel von Koumelo und der Insel Agios Nikolaos im Norden sowie nach Lindos im Süden. In unmittelbarer Ortsnähe befinden sich Ruinen eines römisch-frühbyzantinischen Bades, die Überreste einer dreischiffigen Basilika sowie einer mittelalterlichen Zuckermühle aus der Johanniterzeit.

## Geschichte
Archäologische Funde belegen, dass bei Charaki und in der näheren Umgebung bereits seit prähistorischer Zeit wiederholt Menschen lebten. Unterhalb des Feraklosfelsens unweit der Küste bei Agia Agathi aufgefundene Scherben aus rötlicher Keramik sowie Klingen und Abschläge aus Obsidian von der Kykladeninsel Milos belegen die Anwesenheit von Menschen in der Jungsteinzeit. Auf dem Feraklosfelsen wurden ebenfalls Obsidianabschläge sowie aus mykenischer Zeit Keramikfragmente nachgewiesen. In der weiteren Umgebung sind von mehreren Fundorten Gräber aus der Spätbronzezeit, der hellenistischen und römischen Zeit bekannt. Bei den spätbronzezeitlichen Gräbern handelt es sich um einen bisher auf Rhodos unbekannten Grabtyp, der Ähnlichkeiten mit Gräbern von Perati in Attika, der Nekropole von Alaas auf Zypern sowie mit Knossos auf Kreta aufweist. Eine zugehörige Siedlung ist nicht bekannt, als deren mögliche Standorte werden die Akropolis von Feraklos oder die moderne Siedlung von Charaki angenommen.